# قوشچی‌لار (جبراییل)
قوشچی‌لار (به لاتین: Quşçular) یک منطقهٔ مسکونی در جمهوری آذربایجان است که در شهرستان جبرئیل واقع شده‌است.